# Vela jama
Vela jama je špilja na zapadnim padinama Osorščice na otoku Lošinju. Otkriveni su kulturni slojevi debljine više od 4 m. Najstariji nalazi pripadaju paleolitiku, dok mlađi slojevi pokazuju kontinuitet korištenja špilje kroz mezolitik i neolitik. Najzanimljiviji nalazi pripadaju najstarijemu sloju kulture impresso-keramike.